# Municipio de Liberty (condado de Clay)
El municipio de Liberty (en inglés: Liberty Township) es un municipio ubicado en el condado de Clay en el estado estadounidense de Misuri. En el año 2010 tenía una población de 56978 habitantes y una densidad poblacional de 306,57 personas por km².

## Geografía
El municipio de Liberty se encuentra ubicado en las coordenadas 39°15′36″N 94°25′31″O / 39.26000, -94.42528. Según la Oficina del Censo de los Estados Unidos, el municipio tiene una superficie total de 185.85 km², de la cual 185.08 km² corresponden a tierra firme y (0.42%) 0.78 km² es agua.

## Demografía
Según el censo de 2010, había 56978 personas residiendo en el municipio de Liberty. La densidad de población era de 306,57 hab./km². De los 56978 habitantes, el municipio de Liberty estaba compuesto por el 90.75% blancos, el 3.78% eran afroamericanos, el 0.41% eran amerindios, el 1.53% eran asiáticos, el 0.13% eran isleños del Pacífico, el 0.99% eran de otras razas y el 2.41% pertenecían a dos o más razas. Del total de la población el 4.36% eran hispanos o latinos de cualquier raza.